# Desecration Smile
"Desecration Smile" é uma canção da banda americana Red Hot Chili Peppers a partir de seu álbum de estúdio Stadium Arcadium, e foi o quarto single do álbum. A versão single foi editado devido ao comprimento para a rádio, e é menor do que a versão do álbum de 5:02. Algumas das letras foram removidas para a edição para rádio, que é típico para canções lançadas como singles.

## Lista de músicas do single
CD single 1 5439 19997-8
1. "Desecration Smile"
2. "Joe"  – 3:54

CD single 2
1. "Desecration Smile" 9362 49991-9
2. "Funky Monks" (ao vivo) – 6:29
3. "Save This Lady"  – 4:17

Promo Single PR016186
1. "Desecration Smile (versão de Álbum)"
2. "Desecration Smile (Versão de rádio)"

7" picture disc 5439 19997-6
1. "Desecration Smile"
2. "Funky Monks" (ao vivo) – 6:29